# 中華民國歷屆立法委員選舉政黨版圖
中華民國歷任立法委員選舉政黨版圖整理了中華民國立法委員選舉自從1992年首次全面改選來在台灣地區各地的得票分布，以圖表形式整合呈現。臺灣選舉地理大多以縣市層級或鄉鎮市區層級的行政區為界線劃分，用以探討各區域的選民的政黨偏向，以及對各種政治議題（如統獨問題等）的傾向。在2000年總統大選後，臺灣媒體開始提出「北藍南綠」、「決戰中臺灣」、「藍天綠地」等用詞，用以對臺灣的選舉地理做概括、概略的統計與整理。

## 第二屆立法委員選舉

### 各選區得票最高的政黨

各選區得票最高的政黨：
中國國民黨。
民主進步黨。
無黨籍人士。

各選區得票最高的政黨：
中國國民黨。
民主進步黨。

各選區得票最高的政黨：
中國國民黨。
民主進步黨。
民主聯盟。
無黨籍人士。

各選區得票最高的政黨：
民主進步黨。
中國國民黨。
親民黨。
新黨。
無黨籍人士。

各選區得票最高的政黨：
民主進步黨。
中國國民黨。
親民黨。
無黨團結聯盟。
新黨。
無黨籍人士。

| 選舉區別         | 政黨 | 選舉區別         | 政黨 |
| ---------------- | ---- | ---------------- | ---- |
| 臺北市第一選舉區 |      | 嘉義市選舉區     |      |
| 臺北市第二選舉區 |      | 臺南縣選舉區     |      |
| 臺北縣選舉區     |      | 臺南市選舉區     |      |
| 基隆市選舉區     |      | 高雄市第一選舉區 |      |
| 宜蘭縣選舉區     |      | 高雄市第二選舉區 |      |
| 桃園縣選舉區     |      | 高雄縣選舉區     |      |
| 新竹縣選舉區     |      | 屏東縣選舉區     |      |
| 新竹市選舉區     |      | 花蓮縣選舉區     |      |
| 苗栗縣選舉區     |      | 臺東縣選舉區     |      |
| 臺中縣選舉區     |      | 澎湖縣選舉區     |      |
| 臺中市選舉區     |      | 金門縣選舉區     |      |
| 彰化縣選舉區     |      | 連江縣選舉區     |      |
| 南投縣選舉區     |      | 平地原住民選舉區 |      |
| 雲林縣選舉區     |      | 山地原住民選舉區 |      |
| 嘉義縣選舉區     |      |                  |      |

### 各選區最高票當選人黨籍

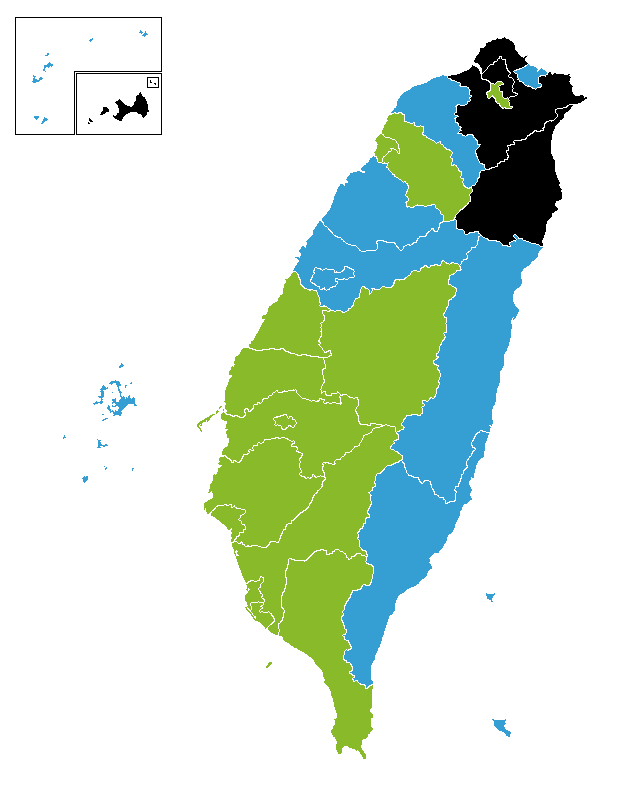
各選區最高票當選人黨籍：
民主進步黨。
中國國民黨。
無黨籍人士。

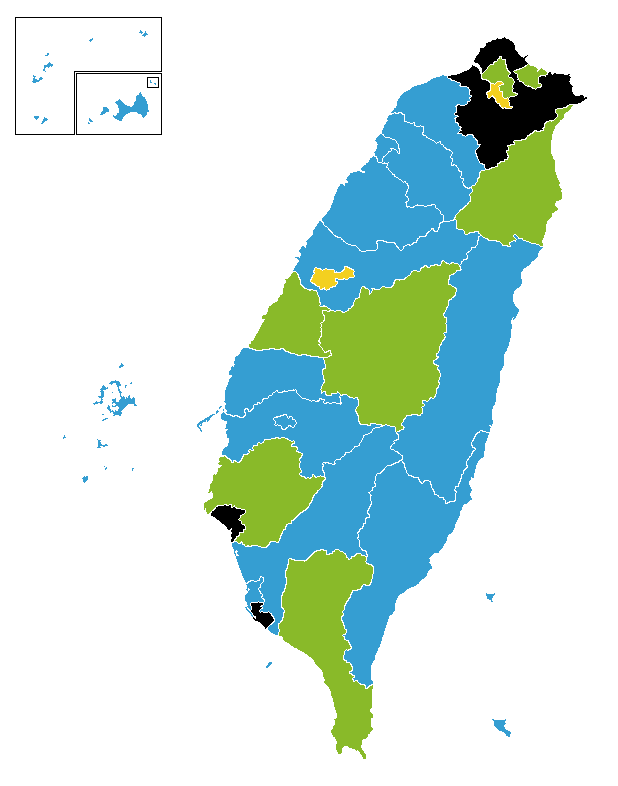
各選區最高票當選人黨籍：
中國國民黨。
民主進步黨。
新黨。
無黨籍人士。

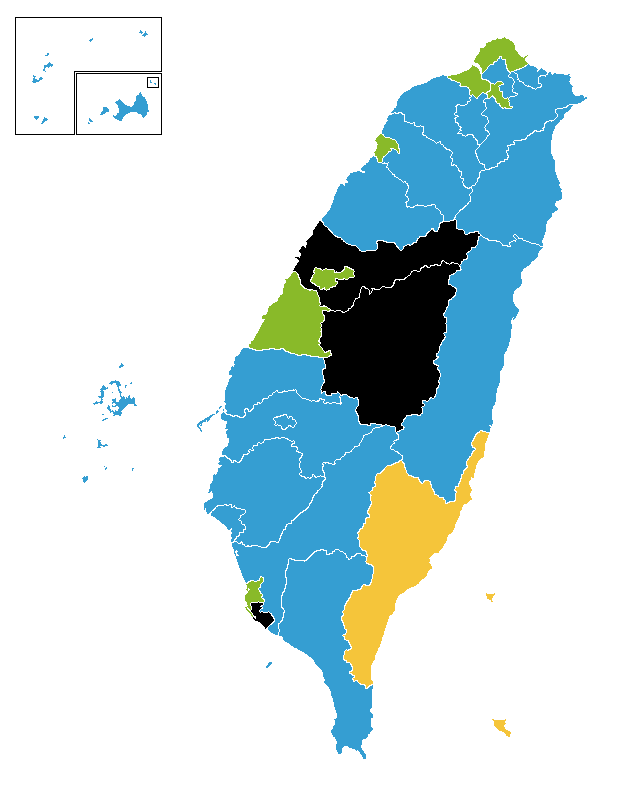
各選區最高票當選人黨籍：
中國國民黨。
民主進步黨。
民主聯盟。
無黨籍人士。

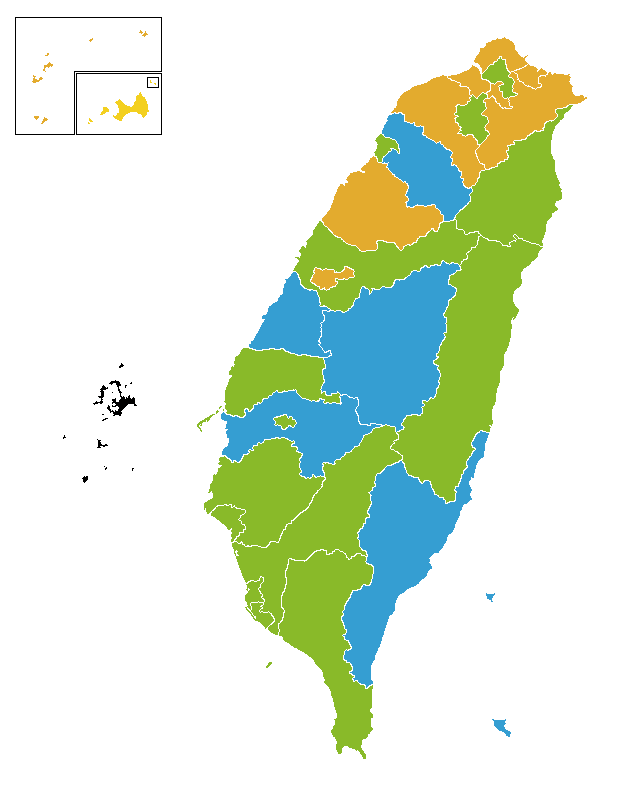
各選區最高票當選人黨籍：
民主進步黨。
親民黨。
中國國民黨。
新黨。
無黨籍人士。

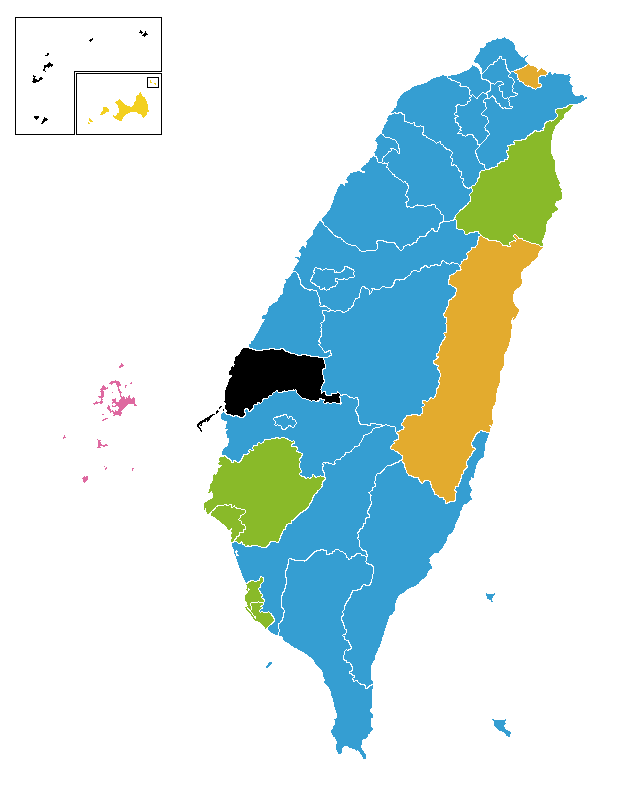
各選區最高票當選人黨籍：
中國國民黨。
民主進步黨。
親民黨。
無黨團結聯盟。
新黨。
無黨籍人士。

| 選舉區別         | 黨籍 | 選舉區別         | 黨籍 |
| ---------------- | ---- | ---------------- | ---- |
| 臺北市第一選舉區 |      | 嘉義市選舉區     |      |
| 臺北市第二選舉區 |      | 臺南縣選舉區     |      |
| 臺北縣選舉區     |      | 臺南市選舉區     |      |
| 基隆市選舉區     |      | 高雄市第一選舉區 |      |
| 宜蘭縣選舉區     |      | 高雄市第二選舉區 |      |
| 桃園縣選舉區     |      | 高雄縣選舉區     |      |
| 新竹縣選舉區     |      | 屏東縣選舉區     |      |
| 新竹市選舉區     |      | 花蓮縣選舉區     |      |
| 苗栗縣選舉區     |      | 臺東縣選舉區     |      |
| 臺中縣選舉區     |      | 澎湖縣選舉區     |      |
| 臺中市選舉區     |      | 金門縣選舉區     |      |
| 彰化縣選舉區     |      | 連江縣選舉區     |      |
| 南投縣選舉區     |      | 平地原住民選舉區 |      |
| 雲林縣選舉區     |      | 山地原住民選舉區 |      |
| 嘉義縣選舉區     |      |                  |      |

- 兩個以上的政黨註記代表該屆補選結果。

## 第三屆立法委員選舉

### 各選區得票最高的政黨
| 選舉區別         | 政黨 | 選舉區別         | 政黨 |
| ---------------- | ---- | ---------------- | ---- |
| 臺北市第一選舉區 |      | 嘉義市選舉區     |      |
| 臺北市第二選舉區 |      | 臺南縣選舉區     |      |
| 臺北縣選舉區     |      | 臺南市選舉區     |      |
| 基隆市選舉區     |      | 高雄市第一選舉區 |      |
| 宜蘭縣選舉區     |      | 高雄市第二選舉區 |      |
| 桃園縣選舉區     |      | 高雄縣選舉區     |      |
| 新竹縣選舉區     |      | 屏東縣選舉區     |      |
| 新竹市選舉區     |      | 花蓮縣選舉區     |      |
| 苗栗縣選舉區     |      | 臺東縣選舉區     |      |
| 臺中縣選舉區     |      | 澎湖縣選舉區     |      |
| 臺中市選舉區     |      | 金門縣選舉區     |      |
| 彰化縣選舉區     |      | 連江縣選舉區     |      |
| 南投縣選舉區     |      | 平地原住民選舉區 |      |
| 雲林縣選舉區     |      | 山地原住民選舉區 |      |
| 嘉義縣選舉區     |      |                  |      |

### 各選區最高票當選人黨籍
| 選舉區別         | 黨籍 | 選舉區別         | 黨籍 |
| ---------------- | ---- | ---------------- | ---- |
| 臺北市第一選舉區 |      | 嘉義市選舉區     |      |
| 臺北市第二選舉區 |      | 臺南縣選舉區     |      |
| 臺北縣選舉區     |      | 臺南市選舉區     |      |
| 基隆市選舉區     |      | 高雄市第一選舉區 |      |
| 宜蘭縣選舉區     |      | 高雄市第二選舉區 |      |
| 桃園縣選舉區     |      | 高雄縣選舉區     |      |
| 新竹縣選舉區     |      | 屏東縣選舉區     |      |
| 新竹市選舉區     |      | 花蓮縣選舉區     |      |
| 苗栗縣選舉區     |      | 臺東縣選舉區     |      |
| 臺中縣選舉區     |      | 澎湖縣選舉區     |      |
| 臺中市選舉區     |      | 金門縣選舉區     |      |
| 彰化縣選舉區     |      | 連江縣選舉區     |      |
| 南投縣選舉區     |      | 平地原住民選舉區 |      |
| 雲林縣選舉區     |      | 山地原住民選舉區 |      |
| 嘉義縣選舉區     |      |                  |      |

## 第四屆立法委員選舉

### 各選區得票最高的政黨
| 選舉區別         | 政黨 | 選舉區別         | 政黨 |
| ---------------- | ---- | ---------------- | ---- |
| 臺北市第一選舉區 |      | 嘉義縣選舉區     |      |
| 臺北市第二選舉區 |      | 嘉義市選舉區     |      |
| 臺北縣第一選舉區 |      | 臺南縣選舉區     |      |
| 臺北縣第二選舉區 |      | 臺南市選舉區     |      |
| 臺北縣第三選舉區 |      | 高雄市第一選舉區 |      |
| 基隆市選舉區     |      | 高雄市第二選舉區 |      |
| 宜蘭縣選舉區     |      | 高雄縣選舉區     |      |
| 桃園縣選舉區     |      | 屏東縣選舉區     |      |
| 新竹縣選舉區     |      | 花蓮縣選舉區     |      |
| 新竹市選舉區     |      | 臺東縣選舉區     |      |
| 苗栗縣選舉區     |      | 澎湖縣選舉區     |      |
| 臺中縣選舉區     |      | 金門縣選舉區     |      |
| 臺中市選舉區     |      | 連江縣選舉區     |      |
| 彰化縣選舉區     |      | 平地原住民選舉區 |      |
| 南投縣選舉區     |      | 山地原住民選舉區 |      |
| 雲林縣選舉區     |      |                  |      |

### 各選區最高票當選人黨籍
| 選舉區別         | 黨籍 | 選舉區別         | 黨籍 |
| ---------------- | ---- | ---------------- | ---- |
| 臺北市第一選舉區 |      | 嘉義縣選舉區     |      |
| 臺北市第二選舉區 |      | 嘉義市選舉區     |      |
| 臺北縣第一選舉區 |      | 臺南縣選舉區     |      |
| 臺北縣第二選舉區 |      | 臺南市選舉區     |      |
| 臺北縣第三選舉區 |      | 高雄市第一選舉區 |      |
| 基隆市選舉區     |      | 高雄市第二選舉區 |      |
| 宜蘭縣選舉區     |      | 高雄縣選舉區     |      |
| 桃園縣選舉區     |      | 屏東縣選舉區     |      |
| 新竹縣選舉區     |      | 花蓮縣選舉區     |      |
| 新竹市選舉區     |      | 臺東縣選舉區     |      |
| 苗栗縣選舉區     |      | 澎湖縣選舉區     |      |
| 臺中縣選舉區     |      | 金門縣選舉區     |      |
| 臺中市選舉區     |      | 連江縣選舉區     |      |
| 彰化縣選舉區     |      | 平地原住民選舉區 |      |
| 南投縣選舉區     |      | 山地原住民選舉區 |      |
| 雲林縣選舉區     |      |                  |      |

- 兩個以上的政黨註記代表該屆補選結果。

## 第五屆立法委員選舉

### 各選區得票最高的政黨
| 選舉區別         | 政黨 | 選舉區別         | 政黨 |
| ---------------- | ---- | ---------------- | ---- |
| 臺北市第一選舉區 |      | 嘉義縣選舉區     |      |
| 臺北市第二選舉區 |      | 嘉義市選舉區     |      |
| 臺北縣第一選舉區 |      | 臺南縣選舉區     |      |
| 臺北縣第二選舉區 |      | 臺南市選舉區     |      |
| 臺北縣第三選舉區 |      | 高雄市第一選舉區 |      |
| 基隆市選舉區     |      | 高雄市第二選舉區 |      |
| 宜蘭縣選舉區     |      | 高雄縣選舉區     |      |
| 桃園縣選舉區     |      | 屏東縣選舉區     |      |
| 新竹縣選舉區     |      | 花蓮縣選舉區     |      |
| 新竹市選舉區     |      | 臺東縣選舉區     |      |
| 苗栗縣選舉區     |      | 澎湖縣選舉區     |      |
| 臺中縣選舉區     |      | 金門縣選舉區     |      |
| 臺中市選舉區     |      | 連江縣選舉區     |      |
| 彰化縣選舉區     |      | 平地原住民選舉區 |      |
| 南投縣選舉區     |      | 山地原住民選舉區 |      |
| 雲林縣選舉區     |      |                  |      |

### 各選區最高票當選人黨籍
| 選舉區別         | 黨籍 | 選舉區別         | 黨籍 |
| ---------------- | ---- | ---------------- | ---- |
| 臺北市第一選舉區 |      | 嘉義縣選舉區     |      |
| 臺北市第二選舉區 |      | 嘉義市選舉區     |      |
| 臺北縣第一選舉區 |      | 臺南縣選舉區     |      |
| 臺北縣第二選舉區 |      | 臺南市選舉區     |      |
| 臺北縣第三選舉區 |      | 高雄市第一選舉區 |      |
| 基隆市選舉區     |      | 高雄市第二選舉區 |      |
| 宜蘭縣選舉區     |      | 高雄縣選舉區     |      |
| 桃園縣選舉區     |      | 屏東縣選舉區     |      |
| 新竹縣選舉區     |      | 花蓮縣選舉區     |      |
| 新竹市選舉區     |      | 臺東縣選舉區     |      |
| 苗栗縣選舉區     |      | 澎湖縣選舉區     |      |
| 臺中縣選舉區     |      | 金門縣選舉區     |      |
| 臺中市選舉區     |      | 連江縣選舉區     |      |
| 彰化縣選舉區     |      | 平地原住民選舉區 |      |
| 南投縣選舉區     |      | 山地原住民選舉區 |      |
| 雲林縣選舉區     |      |                  |      |

## 第六屆立法委員選舉

### 各選區得票最高的政黨
| 選舉區別         | 政黨 | 選舉區別         | 政黨 |
| ---------------- | ---- | ---------------- | ---- |
| 臺北市第一選舉區 |      | 嘉義縣選舉區     |      |
| 臺北市第二選舉區 |      | 嘉義市選舉區     |      |
| 臺北縣第一選舉區 |      | 臺南縣選舉區     |      |
| 臺北縣第二選舉區 |      | 臺南市選舉區     |      |
| 臺北縣第三選舉區 |      | 高雄市第一選舉區 |      |
| 基隆市選舉區     |      | 高雄市第二選舉區 |      |
| 宜蘭縣選舉區     |      | 高雄縣選舉區     |      |
| 桃園縣選舉區     |      | 屏東縣選舉區     |      |
| 新竹縣選舉區     |      | 花蓮縣選舉區     |      |
| 新竹市選舉區     |      | 臺東縣選舉區     |      |
| 苗栗縣選舉區     |      | 澎湖縣選舉區     |      |
| 臺中縣選舉區     |      | 金門縣選舉區     |      |
| 臺中市選舉區     |      | 連江縣選舉區     |      |
| 彰化縣選舉區     |      | 平地原住民選舉區 |      |
| 南投縣選舉區     |      | 山地原住民選舉區 |      |
| 雲林縣選舉區     |      |                  |      |

### 各選區最高票當選人黨籍
| 選舉區別         | 黨籍 | 選舉區別         | 黨籍 |
| ---------------- | ---- | ---------------- | ---- |
| 臺北市第一選舉區 |      | 嘉義縣選舉區     |      |
| 臺北市第二選舉區 |      | 嘉義市選舉區     |      |
| 臺北縣第一選舉區 |      | 臺南縣選舉區     |      |
| 臺北縣第二選舉區 |      | 臺南市選舉區     |      |
| 臺北縣第三選舉區 |      | 高雄市第一選舉區 |      |
| 基隆市選舉區     |      | 高雄市第二選舉區 |      |
| 宜蘭縣選舉區     |      | 高雄縣選舉區     |      |
| 桃園縣選舉區     |      | 屏東縣選舉區     |      |
| 新竹縣選舉區     |      | 花蓮縣選舉區     |      |
| 新竹市選舉區     |      | 臺東縣選舉區     |      |
| 苗栗縣選舉區     |      | 澎湖縣選舉區     |      |
| 臺中縣選舉區     |      | 金門縣選舉區     |      |
| 臺中市選舉區     |      | 連江縣選舉區     |      |
| 彰化縣選舉區     |      | 平地原住民選舉區 |      |
| 南投縣選舉區     |      | 山地原住民選舉區 |      |
| 雲林縣選舉區     |      |                  |      |

- 兩個以上的政黨註記代表該屆補選結果。

## 第七屆立法委員選舉
改制單一選區兩票制

### 各選區當選人黨籍

各選區當選人黨籍：
中國國民黨。
民主進步黨。
無黨團結聯盟。
無黨籍人士。

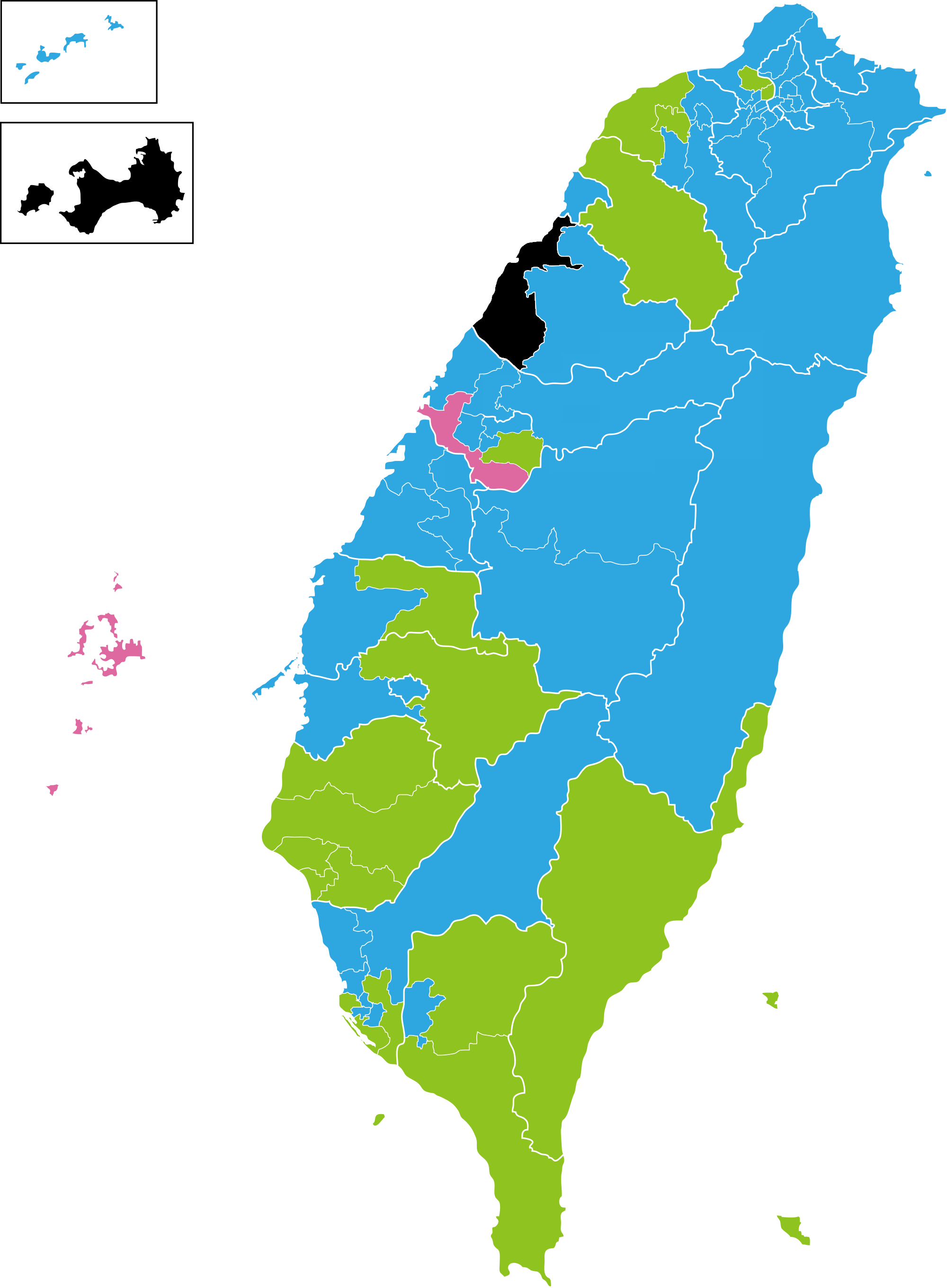
補選後區域立法委員黨籍：
中國國民黨。
民主進步黨。
無黨團結聯盟。
無黨籍人士。

各選區當選人黨籍：
中國國民黨。
民主進步黨。
無黨團結聯盟。
無黨籍人士。

| 選舉區別           | 政黨 | 選舉區別         | 政黨 |
| ------------------ | ---- | ---------------- | ---- |
| 臺北市第一選舉區   |      | 彰化縣第一選舉區 |      |
| 臺北市第二選舉區   |      | 彰化縣第二選舉區 |      |
| 臺北市第三選舉區   |      | 彰化縣第三選舉區 |      |
| 臺北市第四選舉區   |      | 彰化縣第四選舉區 |      |
| 臺北市第五選舉區   |      | 南投縣第一選舉區 |      |
| 臺北市第六選舉區   |      | 南投縣第二選舉區 |      |
| 臺北市第七選舉區   |      | 雲林縣第一選舉區 |      |
| 臺北市第八選舉區   |      | 雲林縣第二選舉區 |      |
| 臺北縣第一選舉區   |      | 嘉義縣第一選舉區 |      |
| 臺北縣第二選舉區   |      | 嘉義縣第二選舉區 |      |
| 臺北縣第三選舉區   |      | 嘉義市選舉區     |      |
| 臺北縣第四選舉區   |      | 臺南縣第一選舉區 |      |
| 臺北縣第五選舉區   |      | 臺南縣第二選舉區 |      |
| 臺北縣第六選舉區   |      | 臺南縣第三選舉區 |      |
| 臺北縣第七選舉區   |      | 臺南市第一選舉區 |      |
| 臺北縣第八選舉區   |      | 臺南市第二選舉區 |      |
| 臺北縣第九選舉區   |      | 高雄市第一選舉區 |      |
| 臺北縣第十選舉區   |      | 高雄市第二選舉區 |      |
| 臺北縣第十一選舉區 |      | 高雄市第三選舉區 |      |
| 臺北縣第十二選舉區 |      | 高雄市第四選舉區 |      |
| 基隆市選舉區       |      | 高雄市第五選舉區 |      |
| 宜蘭縣選舉區       |      | 高雄縣第一選舉區 |      |
| 桃園縣第一選舉區   |      | 高雄縣第二選舉區 |      |
| 桃園縣第二選舉區   |      | 高雄縣第三選舉區 |      |
| 桃園縣第三選舉區   |      | 高雄縣第四選舉區 |      |
| 桃園縣第四選舉區   |      | 屏東縣第一選舉區 |      |
| 桃園縣第五選舉區   |      | 屏東縣第二選舉區 |      |
| 桃園縣第六選舉區   |      | 屏東縣第三選舉區 |      |
| 新竹縣選舉區       |      | 花蓮縣選舉區     |      |
| 新竹市選舉區       |      | 臺東縣選舉區     |      |
| 苗栗縣第一選舉區   |      | 澎湖縣選舉區     |      |
| 苗栗縣第二選舉區   |      | 金門縣選舉區     |      |
| 臺中縣第一選舉區   |      | 連江縣選舉區     |      |
| 臺中縣第二選舉區   |      | 平地原住民選舉區 |      |
| 臺中縣第三選舉區   |      | 平地原住民選舉區 |      |
| 臺中縣第四選舉區   |      | 平地原住民選舉區 |      |
| 臺中縣第五選舉區   |      | 山地原住民選舉區 |      |
| 臺中市第一選舉區   |      | 山地原住民選舉區 |      |
| 臺中市第二選舉區   |      | 山地原住民選舉區 |      |
| 臺中市第三選舉區   |      |                  |      |

### 各縣市不分區得票最高的政黨

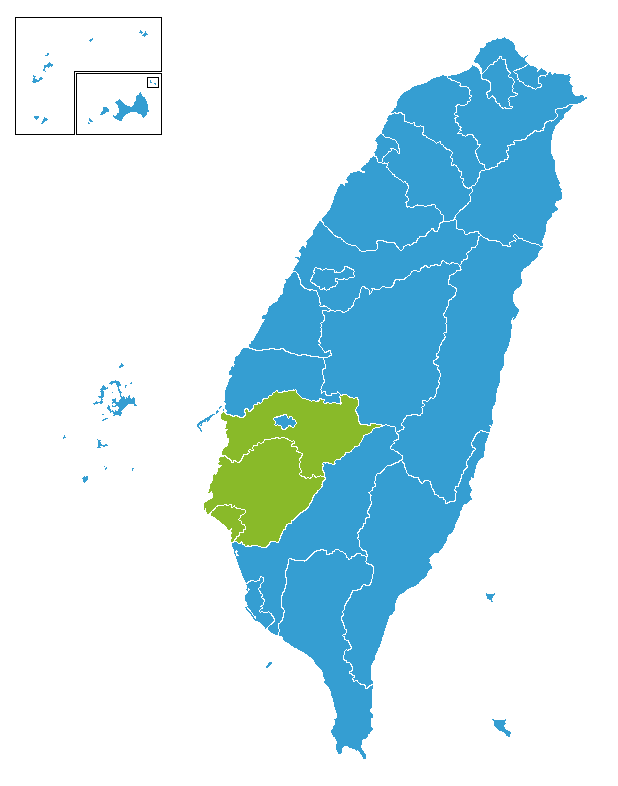
各縣市不分區得票最高的政黨：
中國國民黨。
民主進步黨。

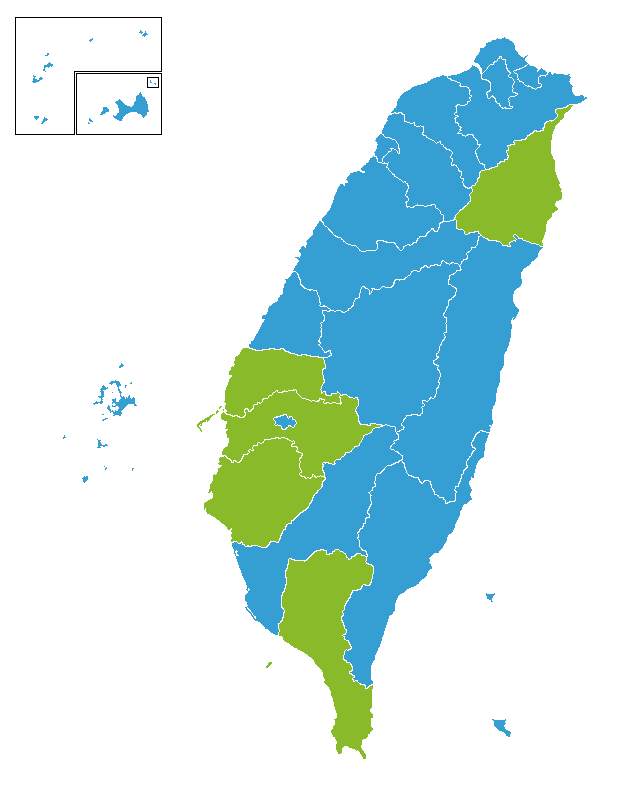
各縣市不分區得票最高的政黨：
中國國民黨。
民主進步黨。

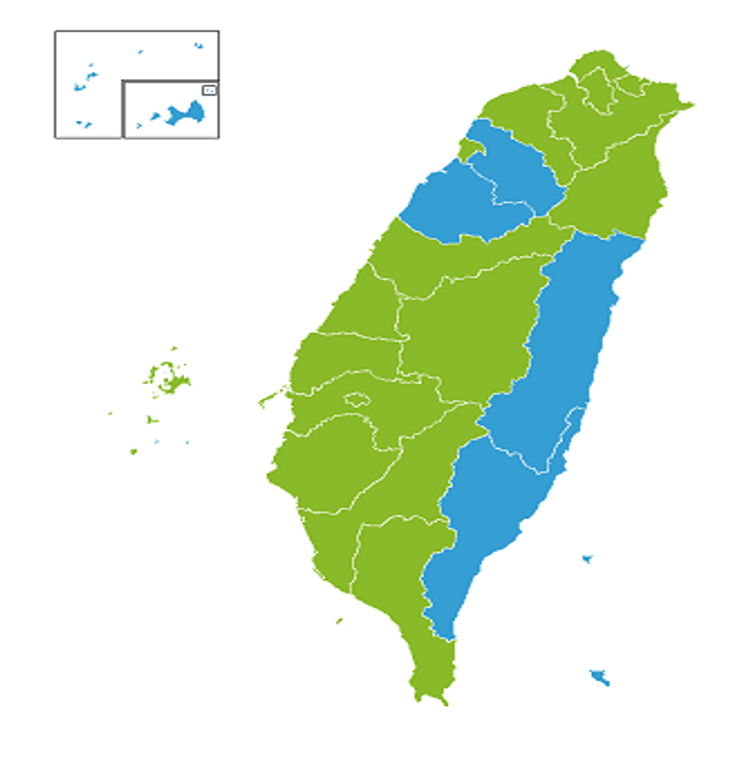
第09屆不分區立法委員選舉選舉各縣市得票最高的政黨：
中國國民黨。
民主進步黨。

| 地區別 | 政黨 | 地區別 | 政黨 |
| ------ | ---- | ------ | ---- |
| 臺北市 |      | 嘉義縣 |      |
| 臺北縣 |      | 嘉義市 |      |
| 基隆市 |      | 臺南縣 |      |
| 宜蘭縣 |      | 臺南市 |      |
| 桃園縣 |      | 高雄市 |      |
| 新竹縣 |      | 高雄縣 |      |
| 新竹市 |      | 屏東縣 |      |
| 苗栗縣 |      | 花蓮縣 |      |
| 臺中縣 |      | 臺東縣 |      |
| 臺中市 |      | 澎湖縣 |      |
| 彰化縣 |      | 金門縣 |      |
| 南投縣 |      | 連江縣 |      |
| 雲林縣 |      |        |      |

- 兩個以上的政黨註記代表該屆補選結果。

## 第八屆立法委員選舉

### 各選區當選人黨籍
| 選舉區別           | 政黨 | 選舉區別         | 政黨 |
| ------------------ | ---- | ---------------- | ---- |
| 臺北市第一選舉區   |      | 彰化縣第一選舉區 |      |
| 臺北市第二選舉區   |      | 彰化縣第二選舉區 |      |
| 臺北市第三選舉區   |      | 彰化縣第三選舉區 |      |
| 臺北市第四選舉區   |      | 彰化縣第四選舉區 |      |
| 臺北市第五選舉區   |      | 南投縣第一選舉區 |      |
| 臺北市第六選舉區   |      | 南投縣第二選舉區 |      |
| 臺北市第七選舉區   |      | 雲林縣第一選舉區 |      |
| 臺北市第八選舉區   |      | 雲林縣第二選舉區 |      |
| 新北市第一選舉區   |      | 嘉義縣第一選舉區 |      |
| 新北市第二選舉區   |      | 嘉義縣第二選舉區 |      |
| 新北市第三選舉區   |      | 嘉義市選舉區     |      |
| 新北市第四選舉區   |      | 臺南市第一選舉區 |      |
| 新北市第五選舉區   |      | 臺南市第二選舉區 |      |
| 新北市第六選舉區   |      | 臺南市第三選舉區 |      |
| 新北市第七選舉區   |      | 臺南市第四選舉區 |      |
| 新北市第八選舉區   |      | 臺南市第五選舉區 |      |
| 新北市第九選舉區   |      | 高雄市第一選舉區 |      |
| 新北市第十選舉區   |      | 高雄市第二選舉區 |      |
| 新北市第十一選舉區 |      | 高雄市第三選舉區 |      |
| 新北市第十二選舉區 |      | 高雄市第四選舉區 |      |
| 基隆市選舉區       |      | 高雄市第五選舉區 |      |
| 宜蘭縣選舉區       |      | 高雄市第六選舉區 |      |
| 桃園縣第一選舉區   |      | 高雄市第七選舉區 |      |
| 桃園縣第二選舉區   |      | 高雄市第八選舉區 |      |
| 桃園縣第三選舉區   |      | 高雄市第九選舉區 |      |
| 桃園縣第四選舉區   |      | 屏東縣第一選舉區 |      |
| 桃園縣第五選舉區   |      | 屏東縣第二選舉區 |      |
| 桃園縣第六選舉區   |      | 屏東縣第三選舉區 |      |
| 新竹縣選舉區       |      | 花蓮縣選舉區     |      |
| 新竹市選舉區       |      | 臺東縣選舉區     |      |
| 苗栗縣第一選舉區   |      | 澎湖縣選舉區     |      |
| 苗栗縣第二選舉區   |      | 金門縣選舉區     |      |
| 臺中市第一選舉區   |      | 連江縣選舉區     |      |
| 臺中市第二選舉區   |      | 平地原住民選舉區 |      |
| 臺中市第三選舉區   |      | 平地原住民選舉區 |      |
| 臺中市第四選舉區   |      | 平地原住民選舉區 |      |
| 臺中市第五選舉區   |      | 山地原住民選舉區 |      |
| 臺中市第六選舉區   |      | 山地原住民選舉區 |      |
| 臺中市第七選舉區   |      | 山地原住民選舉區 |      |
| 臺中市第八選舉區   |      |                  |      |

### 各縣市不分區得票最高的政黨
| 地區別 | 政黨 | 地區別 | 政黨 |
| ------ | ---- | ------ | ---- |
| 臺北市 |      | 雲林縣 |      |
| 新北市 |      | 嘉義縣 |      |
| 基隆市 |      | 嘉義市 |      |
| 宜蘭縣 |      | 臺南市 |      |
| 桃園縣 |      | 高雄市 |      |
| 新竹縣 |      | 屏東縣 |      |
| 新竹市 |      | 花蓮縣 |      |
| 苗栗縣 |      | 臺東縣 |      |
| 臺中市 |      | 澎湖縣 |      |
| 彰化縣 |      | 金門縣 |      |
| 南投縣 |      | 連江縣 |      |

- 兩個以上的政黨註記代表該屆補選結果。

## 第九屆立法委員選舉

### 各選區當選黨籍

民主進步黨。
中國國民黨。
時代力量。
無黨籍人士。

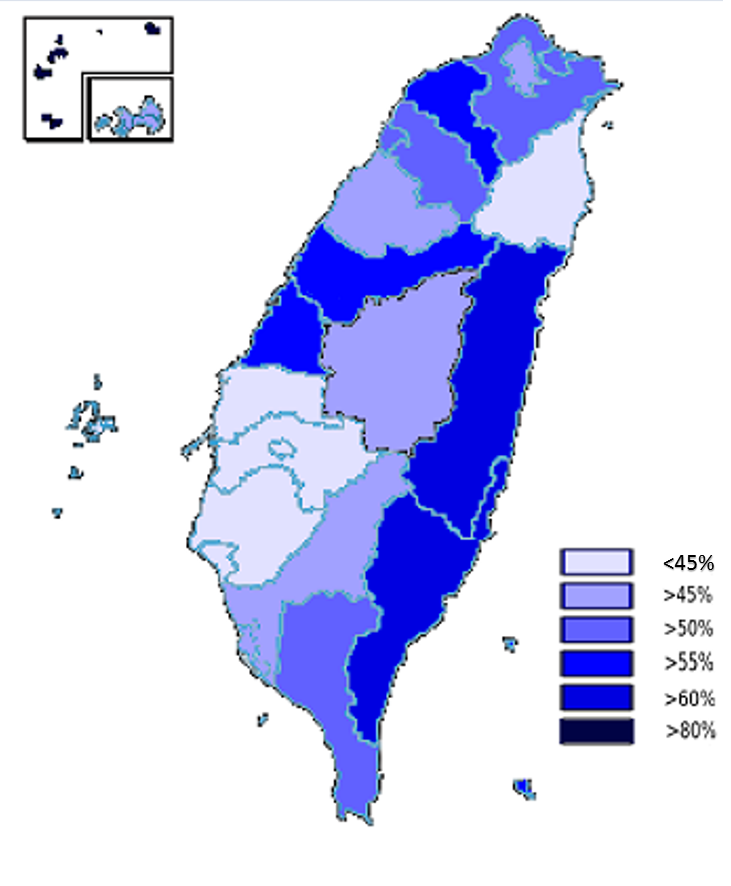
2016年平地原住民各縣市得票率中國國民的得票率

民主進步黨。
中國國民黨。
台灣基進。
無黨籍人士。

民主進步黨。
中國國民黨。
無黨籍人士。

| 選舉區別           | 政黨 | 選舉區別         | 政黨 |
| ------------------ | ---- | ---------------- | ---- |
| 臺北市第一選舉區   |      | 彰化縣第一選舉區 |      |
| 臺北市第二選舉區   |      | 彰化縣第二選舉區 |      |
| 臺北市第三選舉區   |      | 彰化縣第三選舉區 |      |
| 臺北市第四選舉區   |      | 彰化縣第四選舉區 |      |
| 臺北市第五選舉區   |      | 南投縣第一選舉區 |      |
| 臺北市第六選舉區   |      | 南投縣第二選舉區 |      |
| 臺北市第七選舉區   |      | 雲林縣第一選舉區 |      |
| 臺北市第八選舉區   |      | 雲林縣第二選舉區 |      |
| 新北市第一選舉區   |      | 嘉義縣第一選舉區 |      |
| 新北市第二選舉區   |      | 嘉義縣第二選舉區 |      |
| 新北市第三選舉區   |      | 嘉義市選舉區     |      |
| 新北市第四選舉區   |      | 臺南市第一選舉區 |      |
| 新北市第五選舉區   |      | 臺南市第二選舉區 |      |
| 新北市第六選舉區   |      | 臺南市第三選舉區 |      |
| 新北市第七選舉區   |      | 臺南市第四選舉區 |      |
| 新北市第八選舉區   |      | 臺南市第五選舉區 |      |
| 新北市第九選舉區   |      | 高雄市第一選舉區 |      |
| 新北市第十選舉區   |      | 高雄市第二選舉區 |      |
| 新北市第十一選舉區 |      | 高雄市第三選舉區 |      |
| 新北市第十二選舉區 |      | 高雄市第四選舉區 |      |
| 基隆市選舉區       |      | 高雄市第五選舉區 |      |
| 宜蘭縣選舉區       |      | 高雄市第六選舉區 |      |
| 桃園市第一選舉區   |      | 高雄市第七選舉區 |      |
| 桃園市第二選舉區   |      | 高雄市第八選舉區 |      |
| 桃園市第三選舉區   |      | 高雄市第九選舉區 |      |
| 桃園市第四選舉區   |      | 屏東縣第一選舉區 |      |
| 桃園市第五選舉區   |      | 屏東縣第二選舉區 |      |
| 桃園市第六選舉區   |      | 屏東縣第三選舉區 |      |
| 新竹縣選舉區       |      | 花蓮縣選舉區     |      |
| 新竹市選舉區       |      | 臺東縣選舉區     |      |
| 苗栗縣第一選舉區   |      | 澎湖縣選舉區     |      |
| 苗栗縣第二選舉區   |      | 金門縣選舉區     |      |
| 臺中市第一選舉區   |      | 連江縣選舉區     |      |
| 臺中市第二選舉區   |      | 平地原住民選舉區 |      |
| 臺中市第三選舉區   |      | 平地原住民選舉區 |      |
| 臺中市第四選舉區   |      | 平地原住民選舉區 |      |
| 臺中市第五選舉區   |      | 山地原住民選舉區 |      |
| 臺中市第六選舉區   |      | 山地原住民選舉區 |      |
| 臺中市第七選舉區   |      | 山地原住民選舉區 |      |
| 臺中市第八選舉區   |      |                  |      |

### 各縣市不分區得票最高的政黨
| 地區別 | 政黨 | 地區別 | 政黨 |
| ------ | ---- | ------ | ---- |
| 臺北市 |      | 雲林縣 |      |
| 新北市 |      | 嘉義縣 |      |
| 基隆市 |      | 嘉義市 |      |
| 宜蘭縣 |      | 臺南市 |      |
| 桃園市 |      | 高雄市 |      |
| 新竹縣 |      | 屏東縣 |      |
| 新竹市 |      | 花蓮縣 |      |
| 苗栗縣 |      | 臺東縣 |      |
| 臺中市 |      | 澎湖縣 |      |
| 彰化縣 |      | 金門縣 |      |
| 南投縣 |      | 連江縣 |      |

## 第十屆立法委員選舉

### 各選區當選黨籍
| 選舉區別           | 政黨 | 選舉區別         | 政黨 |
| ------------------ | ---- | ---------------- | ---- |
| 臺北市第一選舉區   |      | 臺中市第八選舉區 |      |
| 臺北市第二選舉區   |      | 彰化縣第一選舉區 |      |
| 臺北市第三選舉區   |      | 彰化縣第二選舉區 |      |
| 臺北市第四選舉區   |      | 彰化縣第三選舉區 |      |
| 臺北市第五選舉區   |      | 彰化縣第四選舉區 |      |
| 臺北市第六選舉區   |      | 南投縣第一選舉區 |      |
| 臺北市第七選舉區   |      | 南投縣第二選舉區 |      |
| 臺北市第八選舉區   |      | 雲林縣第一選舉區 |      |
| 新北市第一選舉區   |      | 雲林縣第二選舉區 |      |
| 新北市第二選舉區   |      | 嘉義縣第一選舉區 |      |
| 新北市第三選舉區   |      | 嘉義縣第二選舉區 |      |
| 新北市第四選舉區   |      | 嘉義市選舉區     |      |
| 新北市第五選舉區   |      | 臺南市第一選舉區 |      |
| 新北市第六選舉區   |      | 臺南市第二選舉區 |      |
| 新北市第七選舉區   |      | 臺南市第三選舉區 |      |
| 新北市第八選舉區   |      | 臺南市第四選舉區 |      |
| 新北市第九選舉區   |      | 臺南市第五選舉區 |      |
| 新北市第十選舉區   |      | 臺南市第六選舉區 |      |
| 新北市第十一選舉區 |      | 高雄市第一選舉區 |      |
| 新北市第十二選舉區 |      | 高雄市第二選舉區 |      |
| 基隆市選舉區       |      | 高雄市第三選舉區 |      |
| 宜蘭縣選舉區       |      | 高雄市第四選舉區 |      |
| 桃園市第一選舉區   |      | 高雄市第五選舉區 |      |
| 桃園市第二選舉區   |      | 高雄市第六選舉區 |      |
| 桃園市第三選舉區   |      | 高雄市第七選舉區 |      |
| 桃園市第四選舉區   |      | 高雄市第八選舉區 |      |
| 桃園市第五選舉區   |      | 屏東縣第一選舉區 |      |
| 桃園市第六選舉區   |      | 屏東縣第二選舉區 |      |
| 新竹縣第一選舉區   |      | 花蓮縣選舉區     |      |
| 新竹縣第二選舉區   |      | 臺東縣選舉區     |      |
| 新竹市選舉區       |      | 澎湖縣選舉區     |      |
| 苗栗縣第一選舉區   |      | 金門縣選舉區     |      |
| 苗栗縣第二選舉區   |      | 連江縣選舉區     |      |
| 臺中市第一選舉區   |      | 平地原住民選舉區 |      |
| 臺中市第二選舉區   |      | 平地原住民選舉區 |      |
| 臺中市第三選舉區   |      | 平地原住民選舉區 |      |
| 臺中市第四選舉區   |      | 山地原住民選舉區 |      |
| 臺中市第五選舉區   |      | 山地原住民選舉區 |      |
| 臺中市第六選舉區   |      | 山地原住民選舉區 |      |
| 臺中市第七選舉區   |      |                  |      |

## 第十一屆立法委員選舉

### 各選區當選黨籍
| 選舉區別           | 政黨 | 選舉區別         | 政黨 |
| ------------------ | ---- | ---------------- | ---- |
| 臺北市第一選舉區   |      | 臺中市第八選舉區 |      |
| 臺北市第二選舉區   |      | 彰化縣第一選舉區 |      |
| 臺北市第三選舉區   |      | 彰化縣第二選舉區 |      |
| 臺北市第四選舉區   |      | 彰化縣第三選舉區 |      |
| 臺北市第五選舉區   |      | 彰化縣第四選舉區 |      |
| 臺北市第六選舉區   |      | 南投縣第一選舉區 |      |
| 臺北市第七選舉區   |      | 南投縣第二選舉區 |      |
| 臺北市第八選舉區   |      | 雲林縣第一選舉區 |      |
| 新北市第一選舉區   |      | 雲林縣第二選舉區 |      |
| 新北市第二選舉區   |      | 嘉義縣第一選舉區 |      |
| 新北市第三選舉區   |      | 嘉義縣第二選舉區 |      |
| 新北市第四選舉區   |      | 嘉義市選舉區     |      |
| 新北市第五選舉區   |      | 臺南市第一選舉區 |      |
| 新北市第六選舉區   |      | 臺南市第二選舉區 |      |
| 新北市第七選舉區   |      | 臺南市第三選舉區 |      |
| 新北市第八選舉區   |      | 臺南市第四選舉區 |      |
| 新北市第九選舉區   |      | 臺南市第五選舉區 |      |
| 新北市第十選舉區   |      | 臺南市第六選舉區 |      |
| 新北市第十一選舉區 |      | 高雄市第一選舉區 |      |
| 新北市第十二選舉區 |      | 高雄市第二選舉區 |      |
| 基隆市選舉區       |      | 高雄市第三選舉區 |      |
| 宜蘭縣選舉區       |      | 高雄市第四選舉區 |      |
| 桃園市第一選舉區   |      | 高雄市第五選舉區 |      |
| 桃園市第二選舉區   |      | 高雄市第六選舉區 |      |
| 桃園市第三選舉區   |      | 高雄市第七選舉區 |      |
| 桃園市第四選舉區   |      | 高雄市第八選舉區 |      |
| 桃園市第五選舉區   |      | 屏東縣第一選舉區 |      |
| 桃園市第六選舉區   |      | 屏東縣第二選舉區 |      |
| 新竹縣第一選舉區   |      | 花蓮縣選舉區     |      |
| 新竹縣第二選舉區   |      | 臺東縣選舉區     |      |
| 新竹市選舉區       |      | 澎湖縣選舉區     |      |
| 苗栗縣第一選舉區   |      | 金門縣選舉區     |      |
| 苗栗縣第二選舉區   |      | 連江縣選舉區     |      |
| 臺中市第一選舉區   |      | 平地原住民選舉區 |      |
| 臺中市第二選舉區   |      | 平地原住民選舉區 |      |
| 臺中市第三選舉區   |      | 平地原住民選舉區 |      |
| 臺中市第四選舉區   |      | 山地原住民選舉區 |      |
| 臺中市第五選舉區   |      | 山地原住民選舉區 |      |
| 臺中市第六選舉區   |      | 山地原住民選舉區 |      |
| 臺中市第七選舉區   |      |                  |      |

## 解
1. ↑  選舉地理是社會地理及政治地理的一部分，用以對一個國家各區域的選民素質、選情推定、民意測驗等進行統計分析為主的研究，探討選民對政情反應、社會輿論傾向、選舉制度差異、選區劃分等問題[1]。

表格說明
- 政黨註記以候選人登記參選時的黨籍為準。
- 中國國民黨、 民主進步黨、 臺灣民眾黨、 時代力量、 台灣基進、 親民黨、 無黨團結聯盟、 新黨、無黨籍。
- 第二至第六屆立法委員選舉採用複數選區單記不可讓渡投票制，第七屆立法委員選舉起則採用單一選區兩票制。
- 兩個以上的政黨註記代表該屆補選結果。

### 文獻
1. ↑  . Electoral Geography.com.   [2010-07-24]. 原始内容存档于2024-02-22 （英语）.
2. ↑  北藍南綠的政黨版圖[永久]，國政評論，內政組特約研究員 王業立，2001年12月11日。
3. ↑  台北更獨 ／南綠北藍 另有真相  （页面存档备份，存于），國政評論，林濁水，2007年11月20日。

### 書目
- 《第二屆立法委員選舉概況》，中央選舉委員會，1992年
- 《第三屆立法委員選舉概況》，中央選舉委員會，1995年
- 《第四屆立法委員選舉概況》，中央選舉委員會，1998年
- 《第五屆立法委員選舉概況》，中央選舉委員會，2001年
- 《第六屆立法委員選舉概況》，中央選舉委員會，2004年
- 《第七屆立法委員選舉、全國性公民投票案第三案、第四案投開票概況》，中央選舉委員會，2008年

### 外部連結
- 中央選舉委員會歷次選舉摘要
- 中央選舉委員會選舉資料庫（页面存档备份，存于）
- 國立政治大學選舉研究中心